# Gunnar Nielsen
Pour les articles homonymes, voir Nielsen.
Gunnar Nielsen, né le 7 octobre 1986 à Tórshavn aux Îles Féroé, est un footballeur international féroïen, qui évolue au poste de gardien de but.

## Biographie

### Carrière en club
Il fait ses débuts en Premier League le 24 avril 2009 sur la pelouse d'Arsenal FC en remplacement de Shay Given blessé à la 76e minute, et profitant des forfaits des deux gardiens remplaçants Stuart Taylor et David Gonzalez.
En avril 2015, il quitte le club écossais de Motherwell et s'engage avec le champion d'Islande sortant, Stjarnan.

### Carrière internationale
Gunnar Nielsen compte 34 sélections avec l'équipe des îles Féroé depuis 2009. Il porte une fois le brassard de capitaine, le 3 juin 2016, à l'occasion d'un match amical contre le Kosovo.